# Hazbin Hotel
Hazbin Hotel è una serie animata statunitense del 2024 creata da Vivienne Medrano, acquistata e pubblicata da Prime Video. La serie parla di Charlie Stella del Mattino, principessa dell'Inferno, alla ricerca di un modo per "riabilitare" i demoni così da permettere loro di entrare in Paradiso. L'episodio pilota Questo è intrattenimento, pubblicato su YouTube il 28 ottobre 2019, è stato realizzato interamente da animatori freelance ed è stato in gran parte finanziato dai follower di Medrano grazie a Patreon. L'episodio pilota ha totalizzato 32 milioni di visualizzazioni in 6 mesi e nel mese dell'uscita della serie ne contava 100 milioni. La serie fu poi comprata dalla A24 e Bento Box Entertainment, che ne annunciarono l'uscita per l'estate del 2023, è successivamente uscita il 19 gennaio 2024 come serie originale di Amazon Prime.
Dalla serie è stato tratto uno spin-off, Helluva Boss, in streaming su YouTube dal 31 ottobre 2020.

## Trama
Charlie Stella del Mattino, figlia di Lucifero e Lilith e principessa dell'Inferno, si prepara a realizzare il suo sogno: aprire un hotel dove riabilitare i peccatori che popolano l'Inferno. A causa della sovrappopolazione, infatti, l'Inferno deve far fronte ad uno sterminio annuale durante cui gli angeli sterminatori, guidati da Adamo, discendono dal Paradiso e uccidono nuovamente le anime dei peccatori. Charlie desidera trovare una soluzione più pacifica al problema, con la speranza di far uscire i demoni dall'Inferno come anime redente accettabili in Paradiso.
Con l'aiuto della sua devota manager e fidanzata Vaggie, e dell'attore pornografico Angel Dust, Charlie è determinata a rendere il suo sogno una realtà. Ma quando la sua proposta in diretta televisiva va in fumo, il suo piano attira l'attenzione del potente demone della radio Alastor che, nonostante trovi ridicole le sue idee sulla redenzione, vuole aiutare Charlie a gestire l'hotel per divertimento.

## Episodi
| Stagione         | Episodi         | Pubblicazione USA | Pubblicazione Italia |
| ---------------- | --------------- | ----------------- | -------------------- |
| Episodio pilota  | Episodio pilota | 2019              | N/A                  |
| Prima stagione   | 8               | 2024              | 2024                 |
| Seconda stagione | 8               | 2025              | 2025                 |

### Corti musicali
| n° | Titolo | Pubblicazione USA | Pubblicazione Italia |
| -- | ------ | ----------------- | -------------------- |
| 1  | Addict | 17 luglio 2020    | 29 febbraio 2024     |

## Personaggi e doppiatori
- Charlie Stella del Mattino, doppiata in originale da Erika Henningsen e in italiano da Rossa Caputo.
- Vaggie, doppiata in originale da Stephanie Beatriz e in italiano da Giulia Franceschetti.
- Angel Dust, voce originale di Blake Roman, italiana di Riccardo Suarez.
- Alastor, voce originale di Amir Talai, italiana di Nanni Baldini.
- Husk, voce originale di Keith David, italiana di Neri Marcorè.
- Niffty, voce originale di Kimiko Glenn, italiana di Sara Ciocca.
- Sir Pentious, voce originale Alex Brightman, italiana di Edoardo Stoppacciaro.
- Adamo, voce originale Alex Brightman, italiana di Gabriele Patriarca.
- Lucifero Stella del Mattino, voce originale Jeremy Jordan, italiana di Fabrizio Vidale.
- Abele, voce originale Patrick Stump (st. 2)

## Produzione
Alcuni personaggi dell'episodio pilota erano in circolazione da anni quando Medrano iniziò a lavorare con persone della SVA su quello che sarebbe poi diventato Hazbin Hotel. In origine l'episodio pilota doveva essere una commedia per adulti "con un'estetica volgare e demoniaca". Ci sono voluti più di sei mesi per scrivere l'episodio e più di due anni (dal 2017 al 2019) per animarlo, con i teaser rilasciati nel periodo successivo per attirare un pubblico di fan.
Il 21 dicembre 2021, l'account Twitter ufficiale di Hazbin Hotel ha annunciato l'uscita della prima stagione. Il cast dell'episodio pilota è stato in larga parte scartato per la serie, ma ha continuato a dimostrare sostegno. Medrano ha affermato che ama i suoi personaggi "più di ogni altra cosa" e che essi sono "in buone mani".
Diversi personaggi principali della serie sono stati ridisegnati rispetto all'episodio pilota. La serie è stata prodotta da SpindleHorse Toons in coproduzione con Princess Bento Studios, uno studio di proprietà congiunta di Bento Box Entertainment, Princess Pictures e Toon City. Secondo Medrano, molti degli artisti che hanno lavorato al pilota sarebbero tornati per la prima stagione e ha sostenuto che "lo spirito indipendente del pilota continua a vivere".
Il 13 agosto 2024, lo studio di animazione fiorentino Dog Head Animation Studio ha annunciato di essere anch'esso al lavoro sulla seconda stagione.
Il 24 luglio 2025 viene annunciato che la seconda stagione uscirà il 29 ottobre dello stesso anno, assieme alla conferma della produzione di ulteriori stagioni.

### Influenze
Tra le opere che l'hanno influenzata, l'autrice ha menzionato Batman con lo stile di Bruce Timm, la serie animata Invader Zim, e il film Nightmare Before Christmas, nonché le pellicole del Rinascimento Disney per la "combinazione di musica classica di Broadway con la narrazione in animazione." Ha anche affermato di essere stata ispirata e colpita dalle serie per adulti BoJack Horseman e South Park.

## Colonna sonora
La colonna sonora originale è stata composta e prodotta da Sam Haft dei The Living Tombstone e Andrew Underberg, autori dei testi e degli arrangiamenti di tutte le canzoni. È stata pubblicata come album completo il 2 febbraio 2024, dopo che nelle settimane precedenti erano stati pubblicati tre extended play.
Per quanto riguarda la versione in lingua italiana della colonna sonora, la doppiatrice Rossa Caputo si è occupata della traduzione e del riadattamento dei testi.

## Distribuzione
L'episodio pilota dello show è stato pubblicato sul canale YouTube di Medrano il 28 ottobre 2019 e ha ottenuto 54 milioni di visualizzazioni all'inizio di febbraio 2021. Quasi un anno dopo, verso la fine del 2020, A24 ha scelto Hazbin Hotel per la produzione di una serie TV. Il 28 ottobre 2022, nel terzo anniversario dell'uscita del pilot, sul canale YouTube di Vivienne Medrano è stato pubblicato un teaser trailer che prometteva una data di uscita della prima stagione per l'estate del 2023, ma esso è stato successivamente bloccato a causa dello sciopero del 2023 della Writers Guild of America. Il 28 settembre 2023, è stato pubblicato un trailer sull'account Instagram ufficiale della serie e sul canale YouTube di Medrano, che annunciava l'uscita della sua prima stagione su Amazon Prime Video nel gennaio 2024, confermando anche l'arrivo della seconda stagione.
Sempre sull'Instagram ufficiale, viene confermata l'anteprima mondiale per il 19 gennaio, disponibile in oltre 240 paesi.
Il 26 luglio 2024, è stato annunciato che la serie è stata rinnovata per una terza e una quarta stagione.

## Accoglienza

### Critica
La serie ha ricevuto un'accoglienza positiva in particolare per l'originalità delle animazioni, i personaggi, la trama, l'umorismo nero e l'ambientazione. Il pilota ha raggiunto il suo successo su YouTube (che conta attualmente 115 milioni di visualizzazioni).
Il sito Rotten Tomatoes certifica la prima stagione come "Fresca", con un'approvazione del 79% dalla critica basato su 29 recensioni professionali.
Le canzoni sono state molto apprezzate: in particolare Loser Baby, Poison, Hell's Greatest Dad, Stayed Gone, Out for Love e You Didn't Know hanno ottenuto dei posti nella classifica di Billboard "Bubbling Under Hot 100" (la prima di queste si è inoltre classificata prima).

## Riconoscimenti
- 2024 – Astra TV Awards[34]
  - Candidatura alla migliore serie animata
- 2025 – Annie Awards[35]
  - Candidatura alla migliore canzone in una serie animata a Sam Haft e Andrew Underberg
  - Candidatura al miglior voice actor in una serie animata a Jeremy Jordan
- 2025 – GLAAD Media Awards[36]
  - Candidatura per la serie eccezionale